# Apterocerina excellens
Apterocerina excellens är en tvåvingeart som först beskrevs av Günther Enderlein 1921.  Apterocerina excellens ingår i släktet Apterocerina och familjen fläckflugor. Inga underarter finns listade.